# Donje Crnatovo
Donje Crnatovo (en serbe cyrillique : Доње Црнатово) est un village de Serbie situé dans la municipalité de Žitorađa, district de Toplica. Au recensement de 2011, il comptait 460 habitants.

## Démographie

### Évolution historique de la population
| 1948 | 1953 | 1961 | 1971 | 1981 | 1991 | 2002 | 2011 |
| ---- | ---- | ---- | ---- | ---- | ---- | ---- | ---- |
| 686  | 729  | 709  | 700  | 633  | 554  | 519  | 460  |

|  |